# Ulica Wyszogrodzka w Płocku
Ulica Wyszogrodzka – najdłuższa, licząca ponad 7 km długości, ulica Płocka. Zaczyna się na skrzyżowaniu z al. Jana Kilińskiego przy rogatkach warszawskich, a kończy na granicy miasta w Imielnicy. Należy do najważniejszych ulic Płocka, łączy centrum z Podolszycami oraz Imielnicą i Borowiczkami. W dużej części jest szeroką, dwujezdniową, sześciopasmową drogą. Stanowi główną drogę wyjazdową z Płocka w kierunku Warszawy i Wyszogrodu, od czego pochodzi jej nazwa. Na odcinku od skrzyżowania z aleją Piłsudskiego do granicy miasta, Wyszogrodzka jest częścią drogi krajowej nr 62. Od ulicy wzięło swoją nazwę jedno z osiedli Płocka – osiedle Wyszogrodzka.

## Ważne obiekty
- Wyszogrodzka 1a – Komenda Miejska Państwowej Straży Pożarnej
- Wyszogrodzka 28 - Top Market
- Wyszogrodzka 106 - Zakład Energetyczny Płock
- Wyszogrodzka 127 – centrum handlowo-rozrywkowe Galeria Mazovia
- Wyszogrodzka 133 – siedziba Przedsiębiorstwa Eksploatacji Rurociągów Naftowych
- Wyszogrodzka 140 – hipermarket Auchan
- Wyszogrodzka 144 – centrum handlowo-rozrywkowe Galeria Wisła
- Wyszogrodzka 166 – Kościół Najświętszego Serca Pana Jezusa